# Geotehnički fakultet u Varaždinu
Geotehnički fakultet u Varaždinu je fakultet u Varaždinu. 
Prvi počeci nastave na Geotehničkom fakultetu bilježe svoj početak 1969. godine kada je osnovana Viša tehnička rudarska geoistraživačka škola. Do preimenovanja u Višu geotehničku školi dolazi 1975. godine i ona djeluje u okviru Rudarsko-geološko-naftnog fakulteta Sveučilišta u Zagrebu sve do 1990. godine. Iste godine prerasta u Geotehnički fakultet koji postaje sastavnicom Sveučilišta u Zagrebu.

## Studiji
Na Geotehničkom fakultetu u varaždinu se provodi nekoliko studijskih programa.

### Preddiplomski studijski program
Preddiplomski studijski program Inženjerstvo okoliša traje tri godine, i izvodi se kao jedinstveni studijski program bez smjerova.

### Diplomski studijski program
Diplomski studijski program Geoinženjerstvo traje dvije godine, i izvodi se kroz tri smjera: 
- Geotehnika
- Hidrotehnika
- Inženjerstvo okoliša

Diplomski studijski program Inženjerstvo okoliša traje dvije godine i izvodi se kroz tri smjera: 
- Geoinženjerstvo okoliša
- Upravljanje vodama
- Upravljanje okolišem

### Poslijediplomski studijski program
Združeni doktorski studij Geo-Engineering and Water Management pokrenut je 2012./2013. s ciljem osiguravanja kvalitete i poticanja mobilnosti doktoranada i nastavnika. Završetkom studija stječe se diploma doktora znanosti priznata na svim partnerskim ustanovama, a predavanja i disertacija su na engleskom jeziku, pa se za ovaj studij očekuje interes potencijalnih kandidata i izvan sveučilišta te zemalja sudionica. 

## Vanjske poveznice
- Službene stranice
- Geotehnički fakultet Hrvatska tehnička enciklopedija, portal hrvatske tehničke baštine. LZMK